# Paraliparis vipera
Paraliparis vipera is een straalvinnige vissensoort uit de familie van de slakdolven (Liparidae). De wetenschappelijke naam van de soort is voor het eerst geldig gepubliceerd in 2011 door Chernova & Prut'ko.